# Вирисморт (Арад)
Вирисморт (рум. Virismort) насеље је у Румунији у округу Арад у општини Биркиш. Oпштина се налази на надморској висини од 150 m.

## Прошлост
У месту "Виришморт" су према констатацији аустријског царског ревизора Ерлера, 1774. године живели помешани Срби и Власи (Румуни).
Када је 1797. године пописан православни клир ту је један свештеник. Парох поп Флора Михајловић (рукоп. 1791) служи се искључиво румунским језиком.

## Становништво
Према подацима из 2002. године у насељу је живело 67 становника, од којих су сви румунске националности.